# Hoplosauris laetaria
Hoplosauris laetaria là một loài bướm đêm trong họ Geometridae.